# جائزة النمسا الكبرى للدراجات النارية 2018
جائزة النمسا الكبرى للدراجات النارية 2018 هو سباق دراجات نارية أقيم بتاريخ 12 أغسطس 2018 في ريد بول رينغ، ستيفن سبيلبرغ، شتايرمارك، النمسا. كان الجولة الحادية عشر من أصل 19 في سباق الجائزة الكبرى للدراجات النارية موسم 2018. فاز خورخي لورنزو بفئة الموتو جي بي بينما جاء مارك ماركيث في المركز الثاني وحصل على المركز الثالث أندريا دوفيزيوسو. فاز بفئة الموتو 2 الإيطالي فرانشيسكو بانيا.